# Kurkilampi
Kurkilampi är en sjö i kommunen Lieksa i landskapet Norra Karelen i Finland. Den är 3,1 meter djup. Arean är 13 hektar och strandlinjen är 3,24 kilometer lång.  Den  ingår i Vuoksens huvudavrinningsområde.  Sjön ligger omkring 100 kilometer norr om Joensuu och omkring 460 kilometer nordöst om Helsingfors. Kurkilampi ligger öster om Muntsurinjärvi och väster om Nurmijärvi. 